# Kamakura (Kanagawa)
Kamakura (鎌倉市 Kamakura-shi?) es una ciudad situada en prefectura de Kanagawa, Japón, a aproximadamente 50 km al suroeste de Tokio. Las ciudades están conectadas por la línea de Yokosuka que pasa por la ciudad de Yokosuka.
La ciudad tiene una población estimada de 172 302 (al 1 de septiembre de 2016) y una densidad de población de 4,358.77 personas por km² sobre una superficie total de 39.53 km² (15.26 millas cuadradas). Kamakura fue designada como ciudad el 3 de noviembre de 1939.
Kamakura fue la capital de facto de Japón de 1185 a 1333 como sede del Shogunato de Kamakura, y se convirtió en el asentamiento más poblado de la nación entre 1200 y 1300 durante el período Kamakura.
La ciudad es un destino turístico nacional popular en Japón; además es una ciudad costera con un gran número de festivales estacionales. Se caracteriza por su gran cantidad de antiguos santuarios y templos budistas y sintoístas.
Kamakura es una ciudad que se encuentra rodeada por montañas en tres direcciones y por la bahía de Sagami en la cuarta; este terreno convirtió a Kamakura en un fuerte natural.

## Historia
Durante el período de Heian fue la ciudad principal de la región de Kantō. Entre los años 1185 y 1333, los shōgun del clan Minamoto gobernaron Japón desde Kamakura en el período que se conoce como el shogunato de Kamakura, que además fue el primer gobierno de los shogun en la historia de Japón.  El diseño de la ciudad se debe en gran medida al shōgun Yoritomo Minamoto.

## Atractivos

El Buda gigante de Kamakura

La ciudad de Kamakura es famosa por sus templos y santuarios. El Templo de Kotokuin es uno de los más célebres por el Daibutsu, la estatua en bronce de 13.41 m y 93 toneladas de peso del Buda Amitābha. En el siglo XV un tsunami destruyó un templo que contenía la estatua del Gran Buda de Kamakura pero la estatua sobrevivió y ha estado en la intemperie desde esa fecha, soportando terremotos y otros fenómenos meteorológicos.  Actualmente está reforzado en sus cimientos por absorbedores de vibración. Algunas de las principales atracciones de la ciudad son: magníficos templos zen como Kenchō-ji y Engaku-ji; el Tōkei-ji (un convento que se utilizaba como refugio para las mujeres que querían divorciarse de sus maridos); el Santuario Tsurugaoka Hachiman; el Hase-dera que es un templo antiguo a Kuan Yin; las tumbas de Minamoto no Yoritomo y Hojo Masako y el santuario de Kamakura-gu en el que fue ejecutado  el príncipe Morinaga.
Kamakura cuenta con un gran flujo de turistas gracias a que cuenta con cinco playas cercanas a Tokio (Zaimokuza, Yuigahama, Hase, Inamuragasaki y Schichirigahama) y la presencia de una multitud de templos. La ciudad cuenta con un buen número de restaurantes y otras comodidades para sus turistas.
La población aproximada de la ciudad según datos tomados en el 2008 es de 173 575 habitantes (la densidad poblacional es de 4321 personas por kilómetro cuadrado). El total de su superficie es de 39,53 km².

## Galería de imágenes

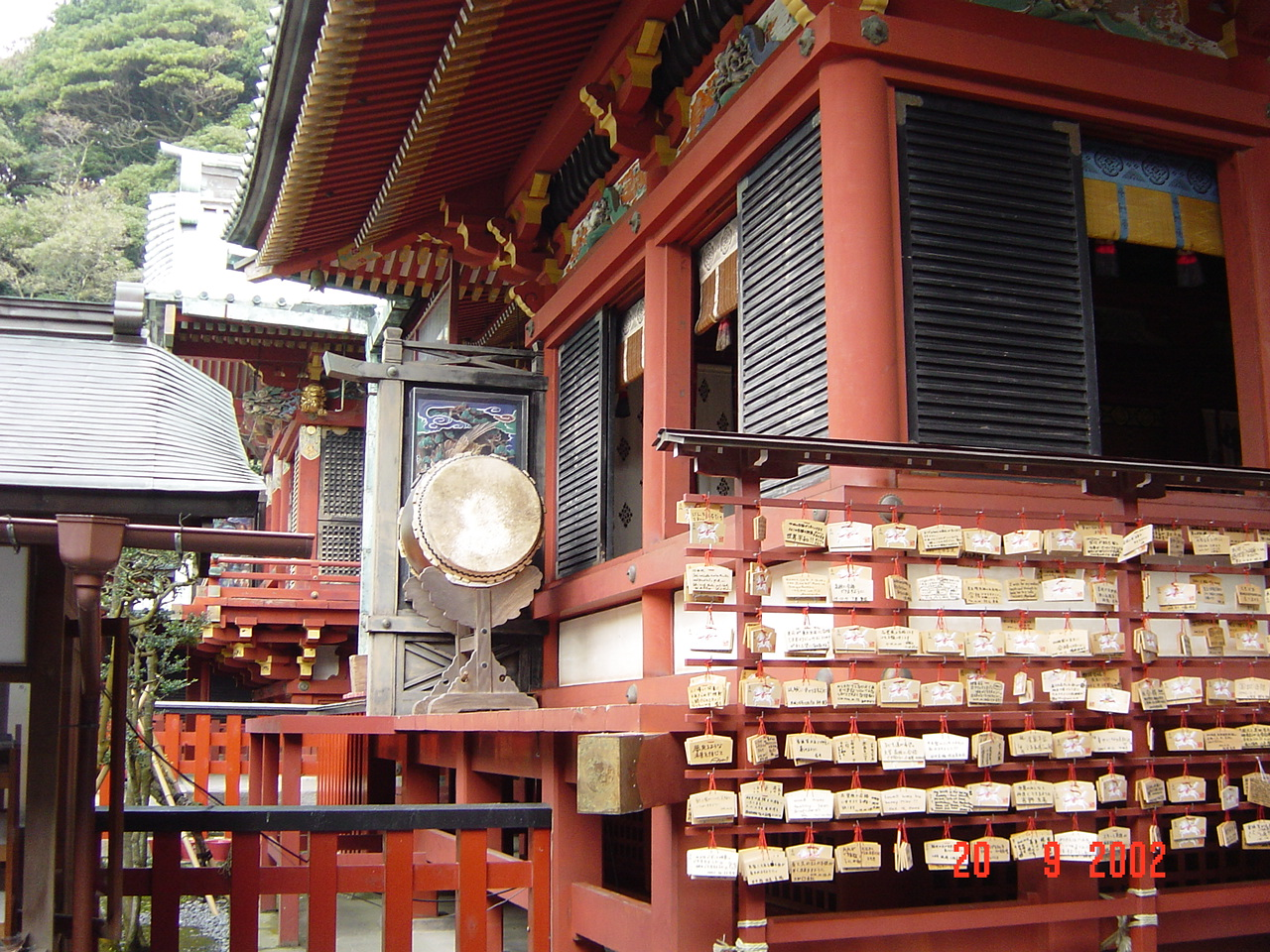
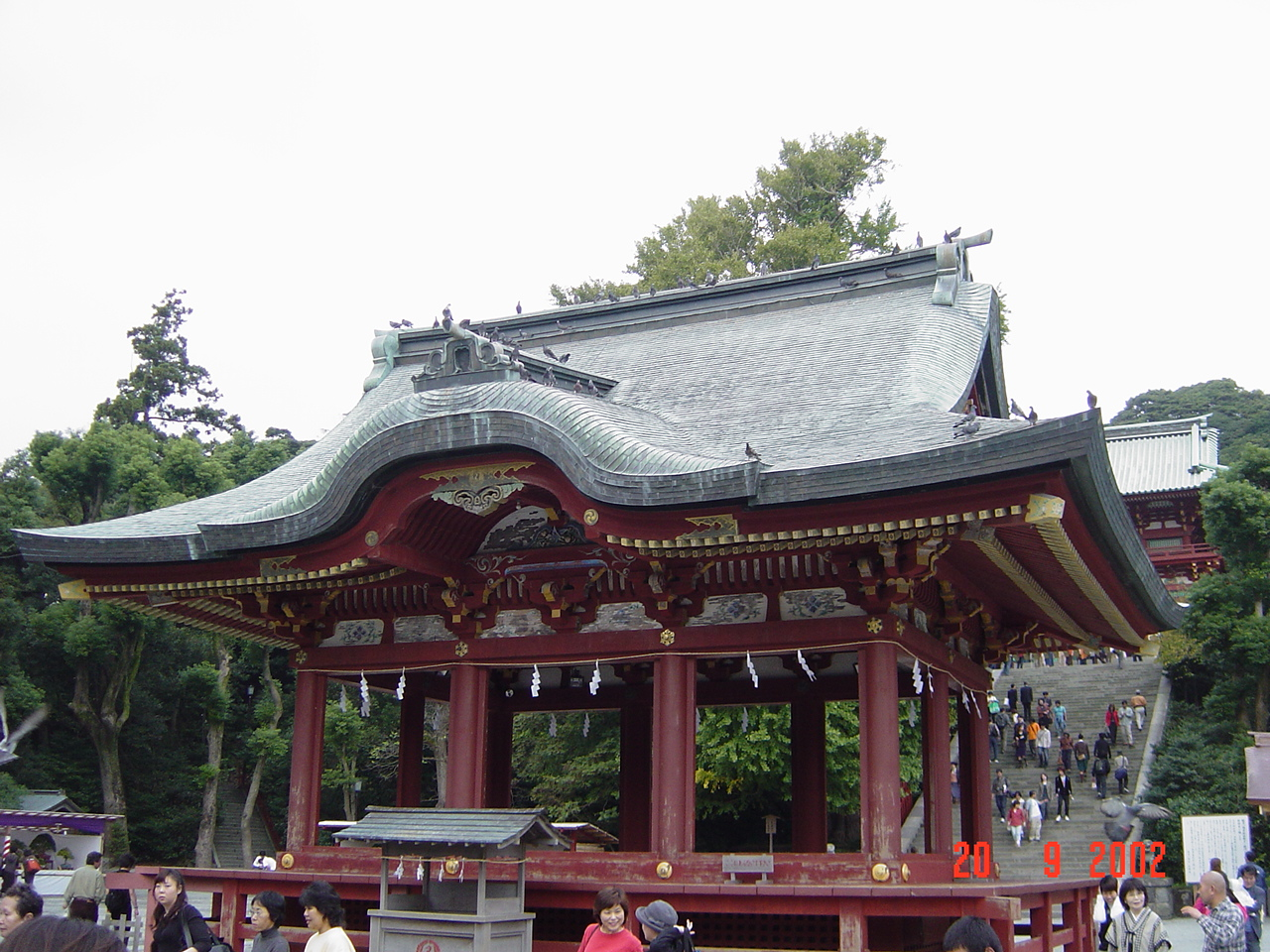
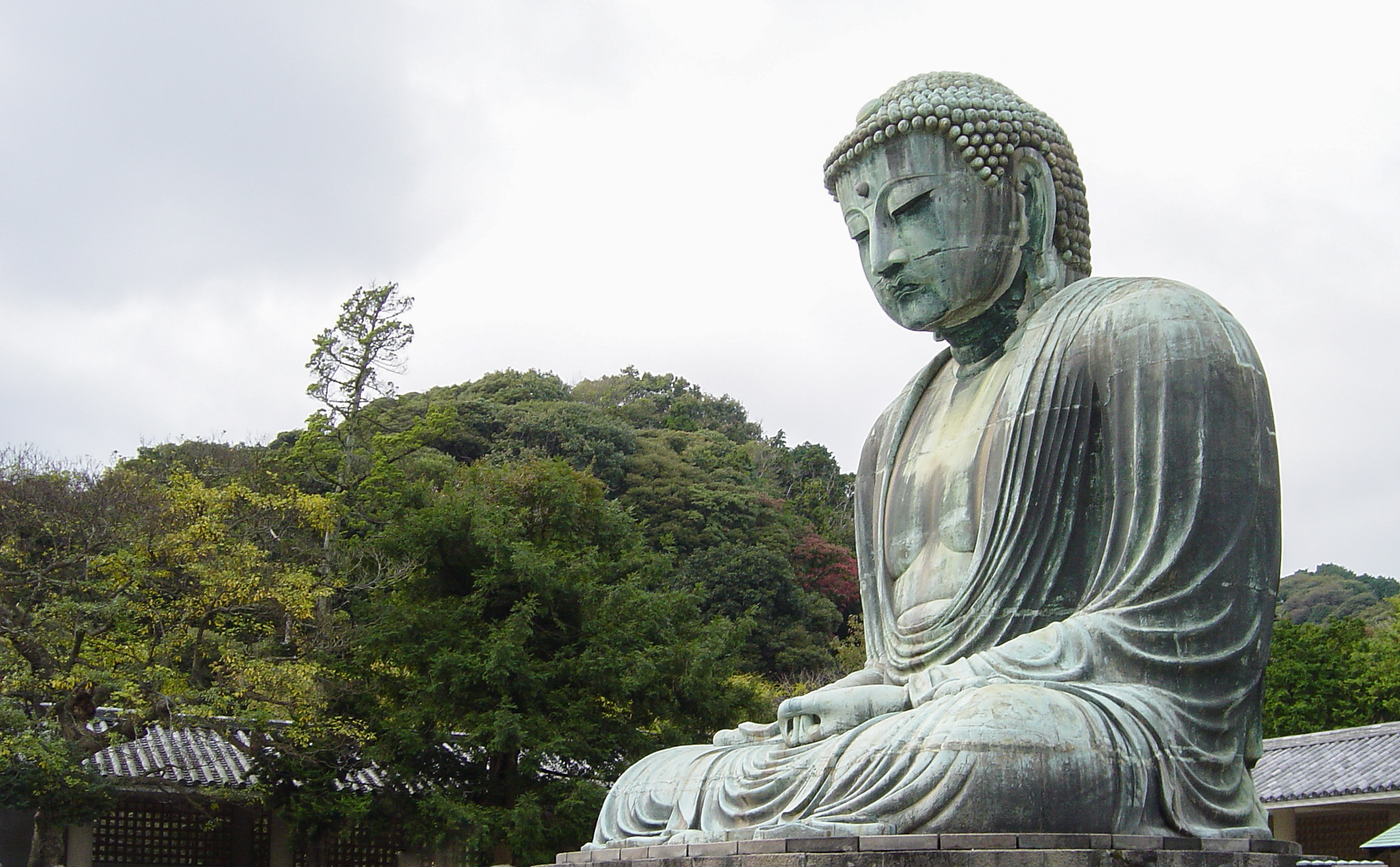
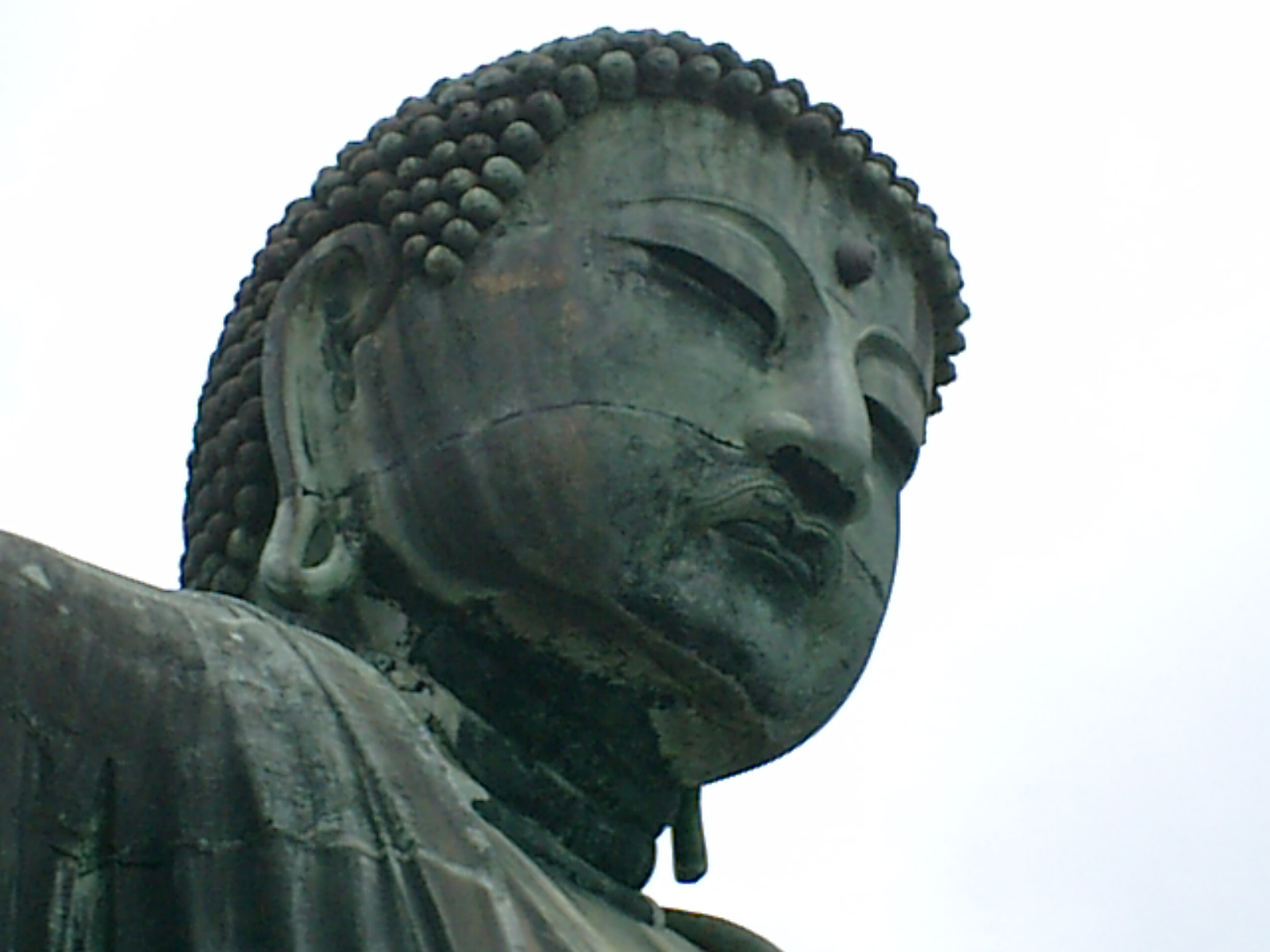
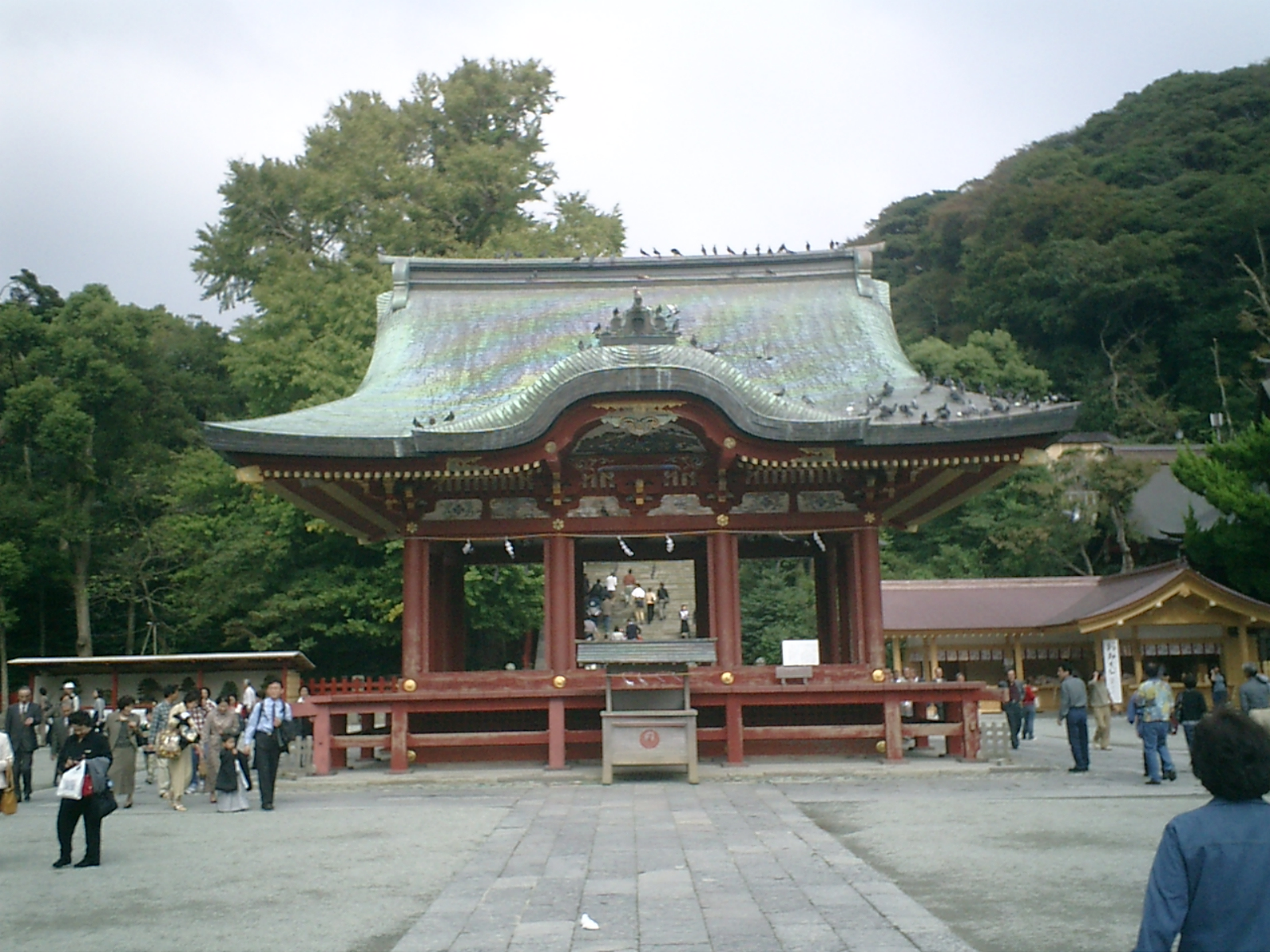
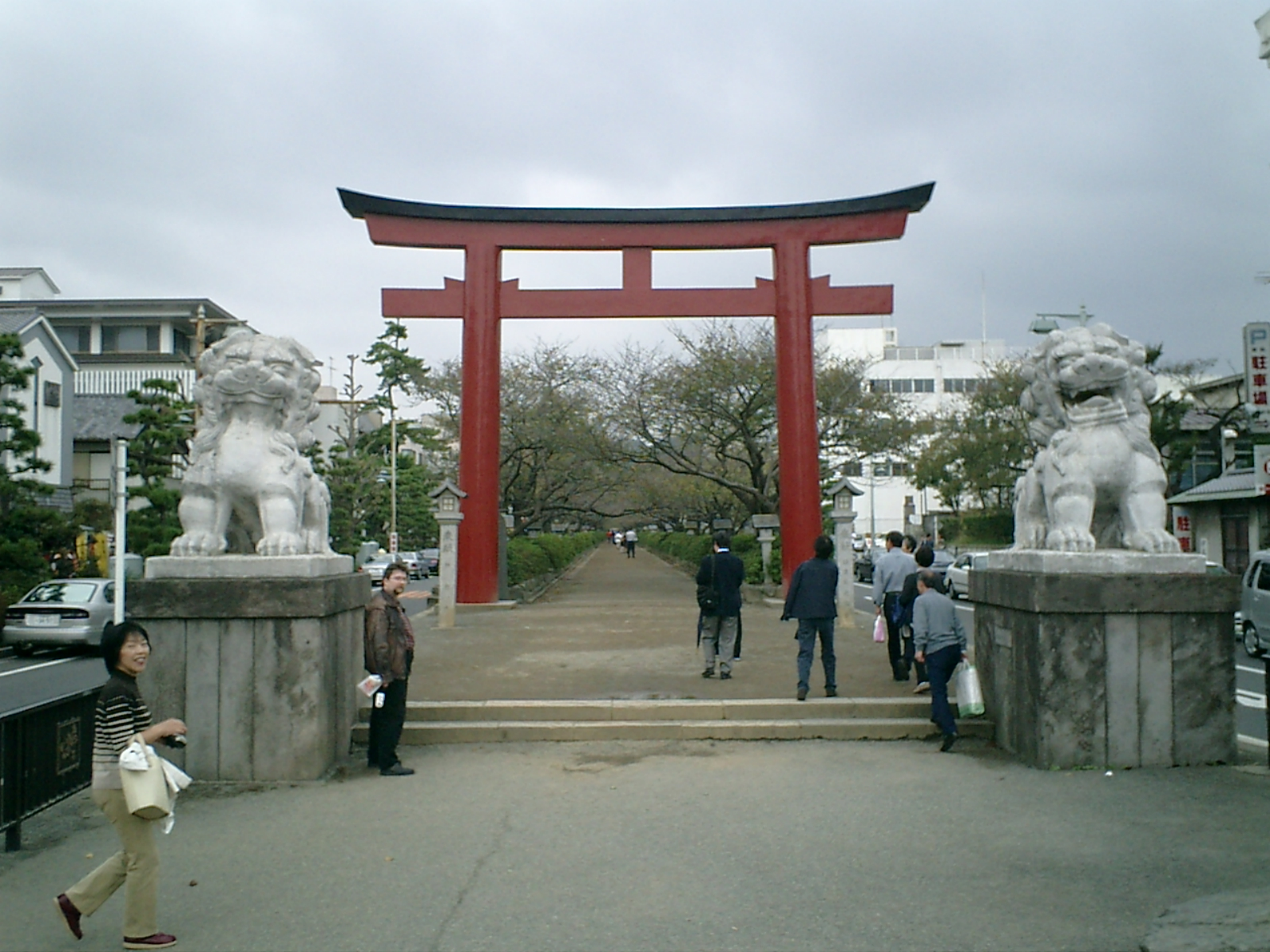
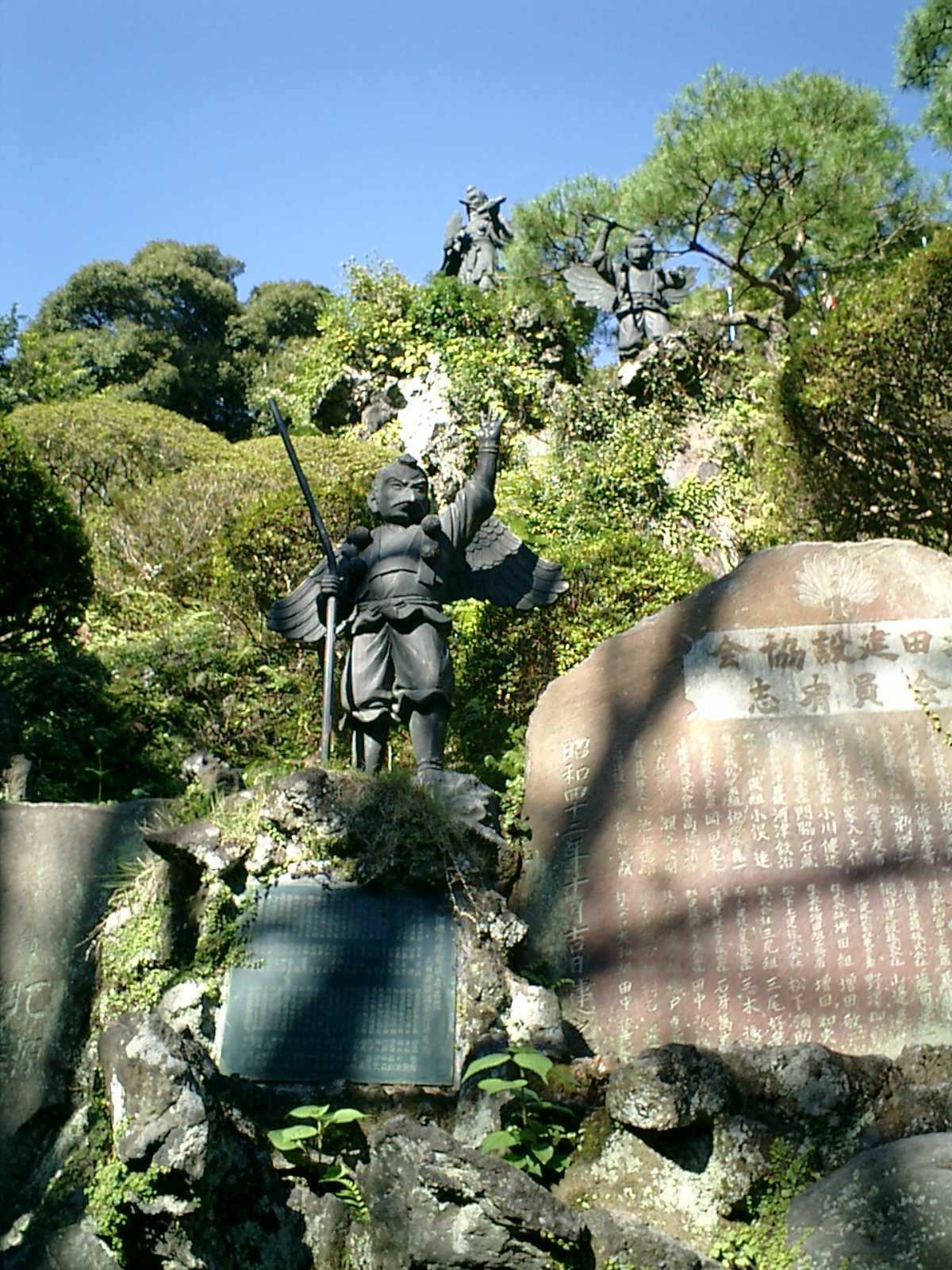